# 多迈兹
多迈兹（法語：Domaize，法語發音：[dɔmɛz]）是法国多姆山省的一个市镇，位于该省东部，属于克莱蒙费朗区。

## 地理
多迈兹（45°41'16"N, 3°32'10"E）面积14.6 平方千米，位于法国奥弗涅-罗讷-阿尔卑斯大区多姆山省，该省份为法国中南部省份，北起阿列省接壤，东临卢瓦尔省，南至上盧瓦爾省和康塔爾省，西接科雷兹省和克勒兹省。
与多迈兹接壤的市镇（或旧市镇、城区）包括：塞尤、坎亚、奥弗涅地区圣迪耶、圣弗卢尔莱唐、索维亚、图尔叙梅蒙。

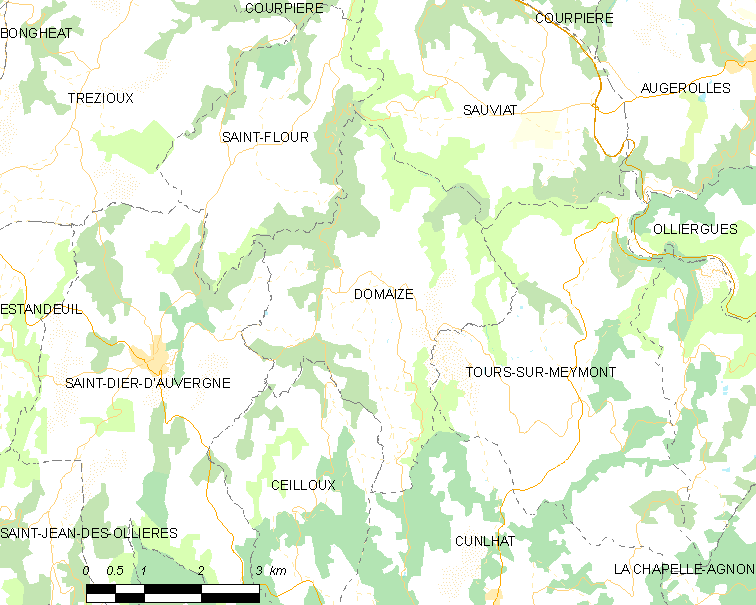
多迈兹的OSM定位图

多迈兹的时区为UTC+01:00、UTC+02:00（夏令时）。

## 行政
多迈兹的邮政编码为63520，INSEE市镇编码为63136。

## 政治
多迈兹所属的省级选区为利夫拉杜瓦山县。

## 人口

1962-2008年间多迈兹人口变化图示

多迈兹于2022年1月1日时的人口数量为377人。